# Іванівка (Калуський район)
Іва́нівка (до 7 червня 1946 — Янівка) — село Калуського району Івано-Франківської області. Входить до складу Дубівської сільської громади. Населення за переписом 2001 року становило 627 осіб. Займає площу 6,611 км ². Поштовий індекс — 77643.

## Географія
Селом протікає потік Смерека.

## Історія
Перша писемна згадка про село Янівка — 1686 рік. У 1786 р. в селі було 44 хати і 241 мешканець.
7 червня 1946 року указом Президії Верховної Ради УРСР село Янівка Рожнятівського району перейменовано на село Іванівка і Янівську сільську раду — на Іванівська., з 1946 село називається Іванівка.
У 1939 році в селі проживало 770 мешканців (765 українців і 5 євреїв).
Івано-Франківська обласна Рада народних депутатів рішенням від 15 липня 1993 року утворила Ясеновецьку сільраду і їй підпорядкувала село Іванівка Князівської сільради

## Населення

### Мова
Розподіл населення за рідною мовою за даними перепису 2001 року:
| Мова       | Кількість | Відсоток |
| ---------- | --------- | -------- |
| українська | 625       | 99.68%   |
| російська  | 2         | 0.32%    |
| Усього     | 627       | 100%     |

## Відомі уродженці
- Бойчук Ігор Іванович (20 вересня 1947 року) — український лісівник, заступник директора ДП «Осмолодське ЛМГ», член-кореспондент Лісівничої академії наук України, Української екологічної академії наук.
- Гуць Михайло Васильович(11. 06. 1930 — серпень 2020, Київ) — фольклорист, славіст і громадсько-культурний діяч, кандидат філологічних наук, професор Київського міжнародного університету.